# José Dames
José Dames (Rosario, Argentina,  28 de octubre de 1907 – 7 de agosto de 1994) fue un bandoneonista y compositor argentino.

## Carrera
Nació en la ciudad de Rosario, provincia de Santa Fe (300 km al norte de Buenos Aires).
Desde su infancia estaba atraído a la música.
Aunque pertenecía a una familia humilde, sus padres le pagaron una educación musical y aprendió a tocar el violín.
Cuando tenía 18 años, se mudó con su familia a San Fernando, a 20 km de Buenos Aires.
Empezó a estudiar bandoneón con el maestro Gómez, y más tarde pulió su técnica con Carlos Marcucci.
Se mudó al barrio de Nueva Pompeya. 
Empezó su actividad con tríos y cuartetos.
En 1931 participó en un grupo tanguero liderado por el bandoneonista Carlos Tirigall.
En 1932 entró en la sección de bandoneones de la orquesta típica-sinfónica de Julián Divasto.
Hacia 1934 formó el dúo Las Dos D: Dodero-Dames, con el pianista Rolando Dodero.
Tocó en muchas sesiones en Radio Excelsior y después en La Voz del Aire.
Después armó su propio grupo José Dames y Sus Paisanos, que pronto se desbandó, pero se reunió años más tarde para grabar en el sello Philips.
Pero nunca se dedicó completamente a tocar ni tenía la habilidad para dirigir una orquesta, porque le faltaba la disposición necesaria de un entrepreneur.
Su dedicación estaba siempre enfocada en la composición.
Desde 1940, Dames integró como bandoneonista las orquestas de Anselmo Aieta, Rodolfo Biagi, Atilio Bruni, Juan Canaro, Emilio Orlando, Ricardo Pedevilla y Francisco Rotundo, y participó en los acompañamientos orquestales de los cantantes Andrés Falgás, Roberto Flores, Héctor Palacios, Roberto Rufino y Alba Solís.
Paralelamente a todas estas actuaciones formó siempre algún trío, flanqueado su bandoneón por dos guitarras. El último fue el que actuó en radio El Mundo en 1957, con los guitarristas Vicente Spina y José Sabino.
Su trayectoria como instrumentista profesional culminó en 1982, en La Farola, un reducto tanguero de Buenos Aires del cantor uruguayo Mario Ponce de León.

Nunca me senté con el bandoneón en las rodillas, a escribir un tango. El proceso de creación ha tenido para mí otras características. Las melodías me llegaban en la calle, en el tranvía, en cualquier parte. Siempre tuve la precaución de anotarme el tema que me surgía así, espontáneamente. Después sí, lo desarrollaba musicalmente
José Dames

José Dames falleció el 7 de agosto de 1994.

## Tangos[3]
Con Horacio Sanguinetti
- Los despojos
- Tristeza marina
- Por unos ojos negros
- Milagroso
- Nada (el tango que alcanzó las casi 300 grabaciones de intérpretes diferentes).

Con José María Contursi
- Tú (que estrenó y grabó la orquesta de Aníbal Troilo en impecable versión con Edmundo Rivero)
- Fulgor
- Brindemos en silencio
- Mientras vuelve el amor

Con varios autores
- Fuimos, con Homero Manzi.
- No me importa su amor con Enrique Cadícamo.
- Sin ti con Abel Aznar
- Tan lejos con Marvil
- Horizonte azul con Héctor Marcó
- Detrás del turbio cristal, con Cátulo Castillo, que inexplicablemente no trascendió (o que no encontró el intérprete y la grabación que merecían).
- La luna cae en San Telmo con Juan B. Tiggi
- Simplemente Laura con Mario Ponce de León
- Canción de primavera, vals de estilo europeo
- Nuestra Señora de Pompeya, pequeña obra de música sacra que dedicó a la iglesia de su barrio

Luego siguieron, en años posteriores, una serie de composiciones con el poeta Julio Camilloni:
- No era el amor
- Otra vez arlequín
- Canción del ángel
- La vida que te di

Obras instrumentales
- El buscapié (grabado por Osvaldo Pugliese)
- Muy picante (registrado por Mario Demarco)
- De muy adentro (en colaboración con Héctor María Artola y grabado por Aníbal Troilo)
- A bailarlo
- Alma y violín
- El cometa

Milongas
- La coqueta
- Sencilla y briosa
- La luciérnaga
- La juguetona
- Chispeando
- Vayan abriendo cancha
- Repiqueteo de taquitos (esta última en colaboración con Ernesto Baffa).

## Plazoleta José Dames
El 30 de junio de 2005, la Legislatura de la Ciudad Autónoma de Buenos Aires denominó "José Dames" a una plazoleta ubicada entre las calles Esquiú, Tilcara y Abraham Luppi en el barrio de Nueva Pompeya.